# Ina (Bénin)
Pour les articles homonymes, voir Ina (homonymie).
Ina est l'un des cinq arrondissements de la commune de Bembéréké dans le département du Borgou au Bénin.

## Géographie
L'arrondissement de Ina est situé au nord-est du Bénin et compte 9 villages que sont Gando, Goua, Guessou-sud, Guessou Sud Peulh, Ina I, Ina II, Ina III,Ina Peulh et Konou.
Guessou Sud est composé de trois petits villages à savoir Yere qui est situé à l'est de guessou Sud nous avons également Wonguaguourou qui signifie la chimie noire en Batonu il est situé au nord de guessou Sud et nous avons également Gando Bâkar qui est situé à l'est de Guessou Sud .

## Démographie
Selon le recensement de la population de 2013 conduit par l'Institut national de la statistique et de l'analyse économique (INSAE), Ina compte 22391 habitants.